# Wereldbeker biatlon 2023/2024
De IBU wereldbeker biatlon 2023/2024 gaat van start op 25 november 2023 in het Zweedse Östersund en eindigt op 17 maart 2024 in het Canadese Canmore. Het hoogtepunt van het seizoen zijn de wereldkampioenschappen biatlon 2024 in Nové Město na Moravě, Tsjechië. Deze wedstrijden tellen niet mee voor het wereldbekerklassement. 
De biatleet die aan het einde van het seizoen de meeste punten heeft verzameld is de eindwinnaar van de algemene wereldbeker. Ook per onderdeel wordt een apart wereldbekerklassement opgemaakt. Bij de mannen won de Noor Johannes Thingnes Bø de wereldbeker voor de 5de keer in zijn carrière. Bij de vrouwen behaalde de Italiaanse Lisa Vittozzi haar eerste eindzege in de algemene wereldbeker.

## Wereldbekerkalender
| #      | Datum          | Land             | Plaats         | Locatie                                  | IN | SP | AH | MS | ES | MX | SR |
| ------ | -------------- | ---------------- | -------------- | ---------------------------------------- | -- | -- | -- | -- | -- | -- | -- |
| 1      | 25/11-03/12/23 | Zweden           | Östersund      | Östersunds skidstadion                   | ●  | ●  | ●  |    | ●  | ●  | ●  |
| 2      | 04/12-10/12/23 | Oostenrijk       | Hochfilzen     | Langlauf- und Biathlonzentrum Hochfilzen |    | ●  | ●  |    | ●  |    |    |
| 3      | 11/12-17/12/23 | Zwitserland      | Lenzerheide    | Roland Arena                             |    | ●  | ●  | ●  |    |    |    |
| 4      | 01/01-07/01/24 | Duitsland        | Oberhof        | Lotto Thüringen Arena am Rennsteig       |    | ●  | ●  |    | ●  |    |    |
| 5      | 08/01-14/01/24 | Duitsland        | Ruhpolding     | Chiemgau-Arena                           |    | ●  | ●  |    | ●  |    |    |
| 6      | 15/01-21/01/24 | Italië           | Antholz        | Südtirol Arena                           | ●  |    |    | ●  |    | ●  | ●  |
| 7      | 26/02-03/03/24 | Noorwegen        | Oslo           | Holmenkollen                             | ●  |    |    | ●  |    | ●  | ●  |
| 8      | 04/03-10/03/24 | Verenigde Staten | Soldier Hollow | Soldier Hollow                           |    | ●  | ●  |    | ●  |    |    |
| 9      | 11/03-17/03/24 | Canada           | Canmore        | Canmore Nordic Centre                    |    | ●  | ●  | ●  |    |    |    |
| Aantal | Aantal         | Aantal           | Aantal         | Aantal                                   | 3  | 7  | 7  | 4  | 5  | 3  | 3  |

## Mannen

### Kalender
| Datum                                                                                 | Plaats         | Onderdeel             | Eerste                                                                                  | Tweede                                                                       | Derde                                                                |
| ------------------------------------------------------------------------------------- | -------------- | --------------------- | --------------------------------------------------------------------------------------- | ---------------------------------------------------------------------------- | -------------------------------------------------------------------- |
| 26/11/2023                                                                            | Östersund      | 20 km individueel     | Roman Rees                                                                              | Justus Strelow                                                               | Johannes Thingnes Bø                                                 |
| 30/11/2023                                                                            | Östersund      | 4 × 7,5 km estafette  | Noorwegen Endre Strømsheim Tarjei Bø Johannes Thingnes Bø Vetle Sjåstad Christiansen    | Frankrijk Éric Perrot Émilien Jacquelin Fabien Claude Quentin Fillon Maillet | Duitsland David Zobel Philipp Nawrath Benedikt Doll Johannes Kühn    |
| 02/12/2023                                                                            | Östersund      | 10 km sprint          | Philipp Nawrath                                                                         | Tarjei Bø                                                                    | Vebjørn Sørum                                                        |
| 03/12/2023                                                                            | Östersund      | 12,5 km achtervolging | Sebastian Samuelsson                                                                    | Philipp Nawrath                                                              | Vetle Sjåstad Christiansen                                           |
| 08/12/2023                                                                            | Hochfilzen     | 10 km sprint          | Tarjei Bø                                                                               | Sturla Holm Lægreid                                                          | Sebastian Samuelsson                                                 |
| 09/12/2023                                                                            | Hochfilzen     | 12,5 km achtervolging | Johannes Thingnes Bø                                                                    | Johannes Dale                                                                | Tarjei Bø                                                            |
| 10/12/2023                                                                            | Hochfilzen     | 4 × 7,5 km estafette  | Noorwegen Sturla Holm Lægreid Tarjei Bø Johannes Thingnes Bø Vetle Sjåstad Christiansen | Frankrijk Éric Perrot Émilien Jacquelin Fabien Claude Quentin Fillon Maillet | Duitsland David Zobel Johannes Kühn Philipp Nawrath Benedikt Doll    |
| 15/12/2023                                                                            | Lenzerheide    | 10 km sprint          | Benedikt Doll                                                                           | Johannes Thingnes Bø                                                         | Philipp Nawrath                                                      |
| 16/12/2023                                                                            | Lenzerheide    | 12,5 km achtervolging | Johannes Thingnes Bø                                                                    | Endre Strømsheim                                                             | Sturla Holm Lægreid                                                  |
| 17/12/2023                                                                            | Lenzerheide    | 15 km massastart      | Johannes Thingnes Bø                                                                    | Johannes Dale                                                                | Tarjei Bø                                                            |
| 05/01/2024                                                                            | Oberhof        | 10 km sprint          | Benedikt Doll                                                                           | Sturla Holm Lægreid                                                          | Endre Strømsheim                                                     |
| 06/01/2024                                                                            | Oberhof        | 12,5 km achtervolging | Endre Strømsheim                                                                        | Sturla Holm Lægreid                                                          | Johannes Dale                                                        |
| 07/01/2024                                                                            | Oberhof        | 4 × 7,5 km estafette  | Noorwegen Endre Strømsheim Sturla Holm Lægreid Tarjei Bø Johannes Thingnes Bø           | Duitsland Roman Rees Benedikt Doll Philipp Nawrath Philipp Horn              | Italië Elia Zeni Didier Bionaz Lukas Hofer Tommaso Giacomel          |
| 11/01/2024                                                                            | Ruhpolding     | 4 × 7,5 km estafette  | Noorwegen Sturla Holm Lægreid Johannes Dale Tarjei Bø Vetle Sjåstad Christiansen        | Duitsland Justus Strelow Johannes Kühn Benedikt Doll Philipp Nawrath         | Italië Elia Zeni Didier Bionaz Lukas Hofer Tommaso Giacomel          |
| 13/01/2024                                                                            | Ruhpolding     | 10 km sprint          | Vetle Sjåstad Christiansen                                                              | Tommaso Giacomel                                                             | Tarjei Bø                                                            |
| 14/01/2024                                                                            | Ruhpolding     | 12,5 km achtervolging | Johannes Dale                                                                           | Vetle Sjåstad Christiansen                                                   | Johannes Thingnes Bø                                                 |
| 18/01/2024                                                                            | Antholz        | 15 km individueel     | Johannes Thingnes Bø                                                                    | Tarjei Bø                                                                    | Johannes Kühn                                                        |
| 21/01/2024                                                                            | Antholz        | 15 km massastart      | Vetle Sjåstad Christiansen                                                              | Johannes Dale                                                                | Vebjørn Sørum                                                        |
| 5 tot en met 18 februari: Wereldkampioenschappen biatlon 2024 in Nové Město na Moravě |                |                       |                                                                                         |                                                                              |                                                                      |
| 01/03/2024                                                                            | Oslo           | 20 km individueel     | Sturla Holm Lægreid                                                                     | Tarjei Bø                                                                    | Vetle Sjåstad Christiansen                                           |
| 02/03/2024                                                                            | Oslo           | 15 km massastart      | Sturla Holm Lægreid                                                                     | Benedikt Doll                                                                | Jesper Nelin                                                         |
| 08/03/2024                                                                            | Soldier Hollow | 4 × 7,5 km estafette  | Noorwegen Sturla Holm Lægreid Tarjei Bø Johannes Thingnes Bø Vetle Sjåstad Christiansen | Italië Patrick Braunhofer Tommaso Giacomel Didier Bionaz Lukas Hofer         | Duitsland Justus Strelow Benedikt Doll Johannes Kühn Philipp Nawrath |
| 09/03/2024                                                                            | Soldier Hollow | 10 km sprint          | Éric Perrot                                                                             | Émilien Jacquelin                                                            | Johan-Olav Botn                                                      |
| 10/03/2024                                                                            | Soldier Hollow | 12,5 km achtervolging | Johannes Thingnes Bø                                                                    | Tarjei Bø                                                                    | Émilien Jacquelin                                                    |
| 15/03/2024                                                                            | Canmore        | 10 km sprint          | Johannes Thingnes Bø                                                                    | Tommaso Giacomel                                                             | Tarjei Bø                                                            |
| 16/03/2024                                                                            | Canmore        | 12,5 km achtervolging | Johannes Thingnes Bø                                                                    | Sebastian Samuelsson                                                         | Éric Perrot                                                          |
| 17/03/2024                                                                            | Canmore        | 15 km massastart      | Johannes Thingnes Bø                                                                    | Johannes Dale                                                                | Émilien Jacquelin                                                    |

### Eindstanden
| Algemene wereldbeker |                            |             |        |
| #                    | Naam                       | Land        | Punten |
| 1                    | Johannes Thingnes Bø       | Noorwegen   | 1262   |
| 2                    | Tarjei Bø                  | Noorwegen   | 1080   |
| 3                    | Johannes Dale              | Noorwegen   | 949    |
| 4                    | Sturla Holm Lægreid        | Noorwegen   | 862    |
| 5                    | Vetle Sjåstad Christiansen | Noorwegen   | 817    |
| 6                    | Émilien Jacquelin          | Frankrijk   | 712    |
| 7                    | Endre Strømsheim           | Noorwegen   | 700    |
| 8                    | Tommaso Giacomel           | Italië      | 688    |
| 9                    | Sebastian Samuelsson       | Zweden      | 671    |
| 10                   | Martin Ponsiluoma          | Zweden      | 638    |
| 11                   | Éric Perrot                | Frankrijk   | 622    |
| 12                   | Johannes Kühn              | Duitsland   | 617    |
| 13                   | Benedikt Doll              | Duitsland   | 611    |
| 14                   | Justus Strelow             | Duitsland   | 610    |
| 15                   | Philipp Nawrath            | Duitsland   | 589    |
| 16                   | Quentin Fillon Maillet     | Frankrijk   | 506    |
| 17                   | Andrejs Rastorgujevs       | Letland     | 433    |
| 18                   | Fabien Claude              | Frankrijk   | 423    |
| 19                   | Sebastian Stalder          | Zwitserland | 417    |
| 20                   | Philipp Horn               | Duitsland   | 359    |

| Landenklassement |             |        |
| #                | Land        | Punten |
| 1                | Noorwegen   | 9375   |
| 2                | Duitsland   | 8309   |
| 3                | Frankrijk   | 8131   |
| 4                | Zweden      | 7593   |
| 5                | Italië      | 7546   |
| 6                | Zwitserland | 6388   |
| 7                | Oostenrijk  | 6348   |
| 8                | Tsjechië    | 6055   |
| 9                | Slovenië    | 6044   |
| 10               | Finland     | 5770   |

| Estafettes |             |        |
| #          | Land        | Punten |
| 1          | Noorwegen   | 450    |
| 2          | Duitsland   | 330    |
| 3          | Italië      | 290    |
| 4          | Frankrijk   | 270    |
| 5          | Zweden      | 209    |
| 6          | Oostenrijk  | 200    |
| 7          | Zwitserland | 173    |
| 8          | Slovenië    | 166    |
| 9          | Tsjechië    | 162    |
| 10         | Finland     | 162    |

| Wereldbeker 20 km individueel¹ |                            |           |        |
| #                              | Naam                       | Land      | Punten |
| 1                              | Johannes Thingnes Bø       | Noorwegen | 195    |
| 2                              | Tarjei Bø                  | Noorwegen | 165    |
| 3                              | Roman Rees                 | Duitsland | 137    |
| 4                              | Sturla Holm Lægreid        | Noorwegen | 135    |
| 5                              | Vetle Sjåstad Christiansen | Noorwegen | 128    |
| 6                              | Andrejs Rastorgujevs       | Letland   | 118    |
| 7                              | Johannes Kühn              | Duitsland | 113    |
| 8                              | Justus Strelow             | Duitsland | 110    |
| 9                              | Johannes Dale              | Noorwegen | 102    |
| 10                             | Endre Strømsheim           | Noorwegen | 90     |

1 In dit klassement tellen ook de punten behaalde in de 15 km individueel mee.
| Wereldbeker 10 km sprint |                            |           |        |
| #                        | Naam                       | Land      | Punten |
| 1                        | Tarjei Bø                  | Noorwegen | 384    |
| 2                        | Johannes Thingnes Bø       | Noorwegen | 324    |
| 3                        | Sturla Holm Lægreid        | Noorwegen | 302    |
| 4                        | Benedikt Doll              | Duitsland | 301    |
| 5                        | Tommaso Giacomel           | Italië    | 282    |
| 6                        | Philipp Nawrath            | Duitsland | 259    |
| 7                        | Johannes Dale              | Noorwegen | 245    |
| 8                        | Johannes Kühn              | Noorwegen | 241    |
| 9                        | Vetle Sjåstad Christiansen | Noorwegen | 241    |
| 10                       | Sebastian Samuelsson       | Zweden    | 241    |

| Wereldbeker 12,5 km achtervolging |                            |           |        |
| #                                 | Naam                       | Land      | Punten |
| 1                                 | Johannes Thingnes Bø       | Noorwegen | 491    |
| 2                                 | Johannes Dale              | Noorwegen | 353    |
| 3                                 | Tarjei Bø                  | Noorwegen | 350    |
| 4                                 | Sebastian Samuelsson       | Zweden    | 315    |
| 5                                 | Sturla Holm Lægreid        | Noorwegen | 294    |
| 6                                 | Endre Strømsheim           | Noorwegen | 289    |
| 7                                 | Émilien Jacquelin          | Frankrijk | 264    |
| 8                                 | Vetle Sjåstad Christiansen | Noorwegen | 248    |
| 9                                 | Martin Ponsiluoma          | Zweden    | 238    |
| 10                                | Tommaso Giacomel           | Italië    | 230    |

| Wereldbeker 15 km massastart |                            |           |        |
| #                            | Naam                       | Land      | Punten |
| 1                            | Johannes Thingnes Bø       | Noorwegen | 252    |
| 2                            | Johannes Dale              | Noorwegen | 249    |
| 3                            | Vetle Sjåstad Christiansen | Noorwegen | 200    |
| 4                            | Tarjei Bø                  | Noorwegen | 181    |
| 5                            | Émilien Jacquelin          | Frankrijk | 151    |
| 6                            | Martin Ponsiluoma          | Zweden    | 149    |
| 7                            | Quentin Fillon Maillet     | Frankrijk | 136    |
| 8                            | Sturla Holm Lægreid        | Noorwegen | 131    |
| 9                            | Benedikt Doll              | Duitsland | 128    |
| 10                           | Andrejs Rastorgujevs       | Letland   | 122    |

## Vrouwen

### Kalender
| Datum                                                                                 | Plaats         | Onderdeel           | Eerste                                                                                                  | Tweede                                                                                            | Derde                                                                          |
| ------------------------------------------------------------------------------------- | -------------- | ------------------- | --- | ------------------------------------------------------------------------------------------------- | ------------------------------------------------------------------------------ |
| 26/11/2023                                                                            | Östersund      | 15 km individueel   | Lisa Vittozzi                                                                                           | Franziska Preuß                                                                                   | Vanessa Voigt                                                                  |
| 29/11/2023                                                                            | Östersund      | 4 × 6 km estafette  | Noorwegen Marthe Krakstad Johansen Juni Arnekleiv Karoline Offigstad Knotten Ingrid Landmark Tandrevold | Zweden Anna Magnusson Linn Persson Elvira Öberg Hanna Öberg                                       | Duitsland Janina Hettich-Walz Selina Grotian Vanessa Voigt Franziska Preuß     |
| 01/12/2023                                                                            | Östersund      | 7,5 km sprint       | Lou Jeanmonnot                                                                                          | Karoline Offigstad Knotten                                                                        | Juni Arnekleiv                                                                 |
| 03/12/2023                                                                            | Östersund      | 10 km achtervolging | Lou Jeanmonnot                                                                                          | Franziska Preuß                                                                                   | Vanessa Voigt                                                                  |
| 08/12/2023                                                                            | Hochfilzen     | 7,5 km sprint       | Ingrid Landmark Tandrevold                                                                              | Elvira Öberg                                                                                      | Justine Braisaz-Bouchet                                                        |
| 09/12/2023                                                                            | Hochfilzen     | 10 km achtervolging | Elvira Öberg                                                                                            | Lena Häcki-Groß                                                                                   | Ingrid Landmark Tandrevold                                                     |
| 10/12/2023                                                                            | Hochfilzen     | 4 × 6 km estafette  | Noorwegen Juni Arnekleiv Marit Ishol Skogan Karoline Offigstad Knotten Ingrid Landmark Tandrevold       | Zweden Anna Magnusson Mona Brorsson Elvira Öberg Hanna Öberg                                      | Frankrijk Gilonne Guigonnat Lou Jeanmonnot Justine Braisaz-Bouchet Julia Simon |
| 14/12/2023                                                                            | Lenzerheide    | 7,5 km sprint       | Justine Braisaz-Bouchet                                                                                 | Ingrid Landmark Tandrevold                                                                        | Lisa Vittozzi                                                                  |
| 16/12/2023                                                                            | Lenzerheide    | 10 km achtervolging | Justine Braisaz-Bouchet                                                                                 | Julia Simon                                                                                       | Marit Ishol Skogan                                                             |
| 17/12/2023                                                                            | Lenzerheide    | 12,5 km massastart  | Justine Braisaz-Bouchet                                                                                 | Elvira Öberg                                                                                      | Hanna Öberg                                                                    |
| 05/01/2024                                                                            | Oberhof        | 7,5 km sprint       | Justine Braisaz-Bouchet                                                                                 | Franziska Preuß                                                                                   | Sophie Chauveau                                                                |
| 06/01/2024                                                                            | Oberhof        | 10 km achtervolging | Julia Simon                                                                                             | Justine Braisaz-Bouchet                                                                           | Ingrid Landmark Tandrevold                                                     |
| 07/01/2024                                                                            | Oberhof        | 4 × 6 km estafette  | Frankrijk Lou Jeanmonnot Justine Braisaz-Bouchet Sophie Chauveau Julia Simon                            | Noorwegen Juni Arnekleiv Marit Ishol Skogan Karoline Offigstad Knotten Ingrid Landmark Tandrevold | Zweden Anna Magnusson Linn Persson Elvira Öberg Hanna Öberg                    |
| 10/01/2024                                                                            | Ruhpolding     | 4 × 6 km estafette  | Frankrijk Lou Jeanmonnot Jeanne Richard Sophie Chauveau Julia Simon                                     | Zweden Anna Magnusson Linn Persson Mona Brorsson Elvira Öberg                                     | Duitsland Janina Hettich-Walz Sophia Schneider Franziska Preuß Hanna Kebinger  |
| 12/01/2024                                                                            | Ruhpolding     | 7,5 km sprint       | Ingrid Landmark Tandrevold                                                                              | Mona Brorsson                                                                                     | Lisa Vittozzi                                                                  |
| 14/01/2024                                                                            | Ruhpolding     | 10 km achtervolging | Lisa Vittozzi                                                                                           | Ingrid Landmark Tandrevold                                                                        | Juni Arnekleiv                                                                 |
| 19/01/2024                                                                            | Antholz        | 12,5 km individueel | Lena Häcki-Groß                                                                                         | Julia Simon                                                                                       | Lou Jeanmonnot                                                                 |
| 21/01/2024                                                                            | Antholz        | 12,5 km massastart  | Julia Simon                                                                                             | Lou Jeanmonnot                                                                                    | Lena Häcki-Groß                                                                |
| 5 tot en met 18 februari: Wereldkampioenschappen biatlon 2024 in Nové Město na Moravě |                |                     | |                                                                                                   |                                                                                |
| 29/02/2024                                                                            | Oslo           | 15 km individueel   | Ingrid Landmark Tandrevold                                                                              | Elvira Öberg                                                                                      | Ida Lien                                                                       |
| 02/03/2024                                                                            | Oslo           | 12,5 km massastart  | Lena Häcki-Groß                                                                                         | Julia Simon                                                                                       | Lou Jeanmonnot                                                                 |
| 08/03/2024                                                                            | Soldier Hollow | 7,5 km sprint       | Justine Braisaz-Bouchet                                                                                 | Ingrid Landmark Tandrevold                                                                        | Lou Jeanmonnot                                                                 |
| 09/03/2024                                                                            | Soldier Hollow | 4 × 6 km estafette  | Noorwegen Juni Arnekleiv Ida Lien Karoline Offigstad Knotten Ingrid Landmark Tandrevold                 | Duitsland Janina Hettich-Walz Selina Grotian Vanessa Voigt Julia Kink                             | Zweden Anna Magnusson Mona Brorsson Hanna Öberg Elvira Öberg                   |
| 10/03/2024                                                                            | Soldier Hollow | 10 km achtervolging | Lou Jeanmonnot                                                                                          | Lisa Vittozzi                                                                                     | Julia Simon                                                                    |
| 14/03/2024                                                                            | Canmore        | 7,5 km sprint       | Lisa Vittozzi                                                                                           | Lou Jeanmonnot                                                                                    | Lena Häcki-Groß                                                                |
| 16/03/2024                                                                            | Canmore        | 10 km achtervolging | Lisa Vittozzi                                                                                           | Lou Jeanmonnot                                                                                    | Justine Braisaz-Bouchet                                                        |
| 17/03/2024                                                                            | Canmore        | 12,5 km massastart  | Lou Jeanmonnot                                                                                          | Janina Hettich-Walz                                                                               | Gilonne Guigonnat                                                              |

### Eindstanden
| Algemene wereldbeker |                            |             |        |
| #                    | Naam                       | Land        | Punten |
| 1                    | Lisa Vittozzi              | Italië      | 1091   |
| 2                    | Lou Jeanmonnot             | Frankrijk   | 1068   |
| 3                    | Ingrid Landmark Tandrevold | Noorwegen   | 1044   |
| 4                    | Justine Braisaz-Bouchet    | Frankrijk   | 1025   |
| 5                    | Julia Simon                | Frankrijk   | 994    |
| 6                    | Lena Häcki                 | Zwitserland | 853    |
| 7                    | Elvira Öberg               | Zweden      | 829    |
| 8                    | Vanessa Voigt              | Duitsland   | 631    |
| 9                    | Karoline Offigstad Knotten | Noorwegen   | 629    |
| 10                   | Janina Hettich-Walz        | Duitsland   | 543    |
| 11                   | Franziska Preuß            | Duitsland   | 539    |
| 12                   | Hanna Öberg                | Zweden      | 528    |
| 13                   | Juni Arnekleiv             | Noorwegen   | 492    |
| 14                   | Mona Brorsson              | Zweden      | 465    |
| 15                   | Anna Magnusson             | Zweden      | 426    |
| 16                   | Tereza Vobornikova         | Tsjechië    | 409    |
| 17                   | Anamarija Lampič           | Slovenië    | 378    |
| 18                   | Marketa Davidova           | Tsjechië    | 361    |
| 19                   | Anna Gandler               | Oostenrijk  | 351    |
| 20                   | Sophie Chauveau            | Frankrijk   | 347    |

| Landenklassement |             |        |
| #                | Land        | Punten |
| 1                | Frankrijk   | 8719   |
| 2                | Noorwegen   | 8376   |
| 3                | Zweden      | 8295   |
| 4                | Duitsland   | 8058   |
| 5                | Italië      | 7380   |
| 6                | Zwitserland | 6852   |
| 7                | Tsjechië    | 6726   |
| 8                | Oostenrijk  | 6651   |
| 9                | Oekraïne    | 6232   |
| 10               | Polen       | 5642   |

| Estafettes |             |        |
| #          | Land        | Punten |
| 1          | Noorwegen   | 376    |
| 2          | Zweden      | 345    |
| 3          | Frankrijk   | 325    |
| 4          | Duitsland   | 285    |
| 5          | Italië      | 206    |
| 6          | Zwitserland | 201    |
| 7          | Tsjechië    | 195    |
| 8          | Oostenrijk  | 187    |
| 9          | Oekraïne    | 175    |
| 10         | Polen       | 158    |

| Wereldbeker 15 km individueel¹ |                            |             |        |
| #                              | Naam                       | Land        | Punten |
| 1                              | Lisa Vittozzi              | Italië      | 165    |
| 2                              | Ingrid Landmark Tandrevold | Noorwegen   | 155    |
| 3                              | Vanessa Voigt              | Duitsland   | 150    |
| 4                              | Lena Häcki                 | Zwitserland | 122    |
| 5                              | Julia SImon                | Frankrijk   | 110    |
| 6                              | Franziska Preuß            | Duitsland   | 109    |
| 7                              | Elvira Öberg               | Zweden      | 108    |
| 8                              | Lou Jeanmonnot             | Frankrijk   | 105    |
| 9                              | Ida Lien                   | Noorwegen   | 92     |
| 10                             | Karoline Offigstad Knotten | Noorwegen   | 90     |

1 In dit klassement tellen ook de punten behaalde in de 12,5 km individueel mee.
| Wereldbeker 7,5 km sprint |                            |             |        |
| #                         | Naam                       | Land        | Punten |
| 1                         | Ingrid Landmark Tandrevold | Noorwegen   | 418    |
| 2                         | Justine Braisaz-Bouchet    | Frankrijk   | 410    |
| 3                         | Lisa Vittozzi              | Italië      | 373    |
| 4                         | Lou Jeanmonnot             | Frankrijk   | 333    |
| 5                         | Elvira Öberg               | Zweden      | 265    |
| 6                         | Julia Simon                | Frankrijk   | 259    |
| 7                         | Lena Häcki                 | Zwitserland | 239    |
| 8                         | Karoline Offigstad Knotten | Noorwegen   | 237    |
| 9                         | Mona Brorsson              | Zweden      | 211    |
| 10                        | Franziska Preuß            | Duitsland   | 193    |

| Wereldbeker 10 km achtervolging |                            |             |        |
| #                               | Naam                       | Land        | Punten |
| 1                               | Lisa Vittozzi              | Italië      | 398    |
| 2                               | Julia Simon                | Frankrijk   | 384    |
| 3                               | Lou Jeanmonnot             | Frankrijk   | 378    |
| 4                               | Justine Braisaz-Bouchet    | Frankrijk   | 378    |
| 5                               | Ingrid Landmark Tandrevold | Noorwegen   | 318    |
| 6                               | Elvira Öberg               | Zweden      | 297    |
| 7                               | Lena Häcki                 | Zwitserland | 287    |
| 8                               | Vanessa Voigt              | Duitsland   | 221    |
| 9                               | Karoline Offigstad Knotten | Noorwegen   | 216    |
| 10                              | Hanna Öberg                | Zweden      | 213    |

| Wereldbeker 12,5 km massastart |                            |             |        |
| #                              | Naam                       | Land        | Punten |
| 1                              | Lou Jeanmonnot             | Frankrijk   | 252    |
| 2                              | Julia Simon                | Frankrijk   | 241    |
| 3                              | Lena Häcki                 | Zwitserland | 205    |
| 4                              | Justine Braisaz-Bouchet    | Frankrijk   | 202    |
| 5                              | Elvira Öberg               | Zweden      | 159    |
| 6                              | Lisa Vittozzi              | Italië      | 155    |
| 7                              | Ingrid Landmark Tandrevold | Noorwegen   | 153    |
| 8                              | Juni Arnekleiv             | Noorwegen   | 133    |
| 9                              | Hanna Öberg                | Zweden      | 129    |
| 10                             | Sophie Chauveau            | Frankrijk   | 120    |

## Gemengd

### Kalender
| Datum                                                                                 | Plaats    | Onderdeel                   | Eerste                                                                                    | Tweede                                                                                         | Derde                                                                        |
| ------------------------------------------------------------------------------------- | --------- | --------------------------- | ----------------------------------------------------------------------------------------- | ---------------------------------------------------------------------------------------------- | ---------------------------------------------------------------------------- |
| 25/11/2023                                                                            | Östersund | Single-Mixed-Relay          | Zweden Sebastian Samuelsson Hanna Öberg                                                   | Noorwegen Sturla Holm Lægreid Juni Arnekleiv                                                   | Frankrijk Fabien Claude Julia Simon                                          |
| 25/11/2023                                                                            | Östersund | 4 × 6 km gemengde estafette | Frankrijk Quentin Fillon Maillet Émilien Jacquelin Justine Braisaz-Bouchet Lou Jeanmonnot | Noorwegen Tarjei Bø Johannes Thingnes Bø Karoline Offigstad Knotten Ingrid Landmark Tandrevold | Italië Didier Bionaz Tommaso Giacomel Dorothea Wierer Lisa Vittozzi          |
| 20/01/2024                                                                            | Antholz   | Single-Mixed-Relay          | Duitsland Vanessa Voigt Justus Strelow                                                    | Noorwegen Ingrid Landmark Tandrevold Vetle Sjåstad Christiansen                                | Oostenrijk Lisa Theresa Hauser Simon Eder                                    |
| 20/01/2024                                                                            | Antholz   | 4 × 6 km gemengde estafette | Noorwegen Juni Arnekleiv Karoline Offigstad Knotten Tarjei Bø Johannes Thingnes Bø        | Italië Dorothea Wierer Lisa Vittozzi Didier Bionaz Tommaso Giacomel                            | Zweden Anna Magnusson Elvira Öberg Jesper Nelin Martin Ponsiluoma            |
| 5 tot en met 18 februari: Wereldkampioenschappen biatlon 2024 in Nové Město na Moravě |           |                             |                                                                                           |                                                                                                |                                                                              |
| 03/03/2024                                                                            | Oslo      | Single-Mixed-Relay          | Noorwegen Juni Arnekleiv Vetle Sjåstad Christiansen                                       | Zweden Anna Magnusson Sebastian Samuelsson                                                     | Finland Suvi Minkkinen Otto Invenius                                         |
| 03/03/2024                                                                            | Oslo      | 4 × 6 km gemengde estafette | Frankrijk Julia Simon Sophie Chauveau Fabien Claude Quentin Fillon Maillet                | Zweden Mona Brorsson Elvira Öberg Jesper Nelin Martin Ponsiluoma                               | Noorwegen Ingrid Landmark Tandrevold Ida Lien Tarjei Bø Johannes Thingnes Bø |

### Eindstanden
| Gemengde estafette¹ |             |        |
| #                   | Land        | Punten |
| 1                   | Noorwegen   | 465    |
| 2                   | Frankrijk   | 366    |
| 3                   | Zweden      | 364    |
| 4                   | Duitsland   | 295    |
| 5                   | Italië      | 293    |
| 6                   | Oostenrijk  | 241    |
| 7                   | Zwitserland | 230    |
| 8                   | Finland     | 215    |
| 9                   | Tsjechië    | 211    |
| 10                  | Slovenië    | 201    |

1 In het klassement voor wereldbeker gemengde estafette tellen zowel de gemengde estafette als de single-mixed-relay mee.